# Адальберт Ґегееб
Адальберт Ґегееб (21 березня 1842, Гайза — 13 вересня 1909, Кеніґсфельден, Бругг, Ааргау ) — німецький ботанік, що спеціалізувався на мохах. Син аптекаря, він вивчав природознавство у свій вільний час та багато публікувався.
У 1864-65 вивчав фармацію в Єні. До 1892 року він працював фармацевтом у своєму рідному місті Гайза, а потім працював приватним науковцем у Фрайбурзі. Він був членом-кореспондентом Лондонського Королівського ботанічного товариства та співзасновником Клубу Рена в Герсфельді.
У 1909 році його гербарій містив 50 000 одиниць, що представляли 1300 видів. Він був автором понад 50 наукових праць про мохи. Рід Geheebia названий на його честь, як і види з епітетом geheebii, прикладом є Brachythecium geheebii.

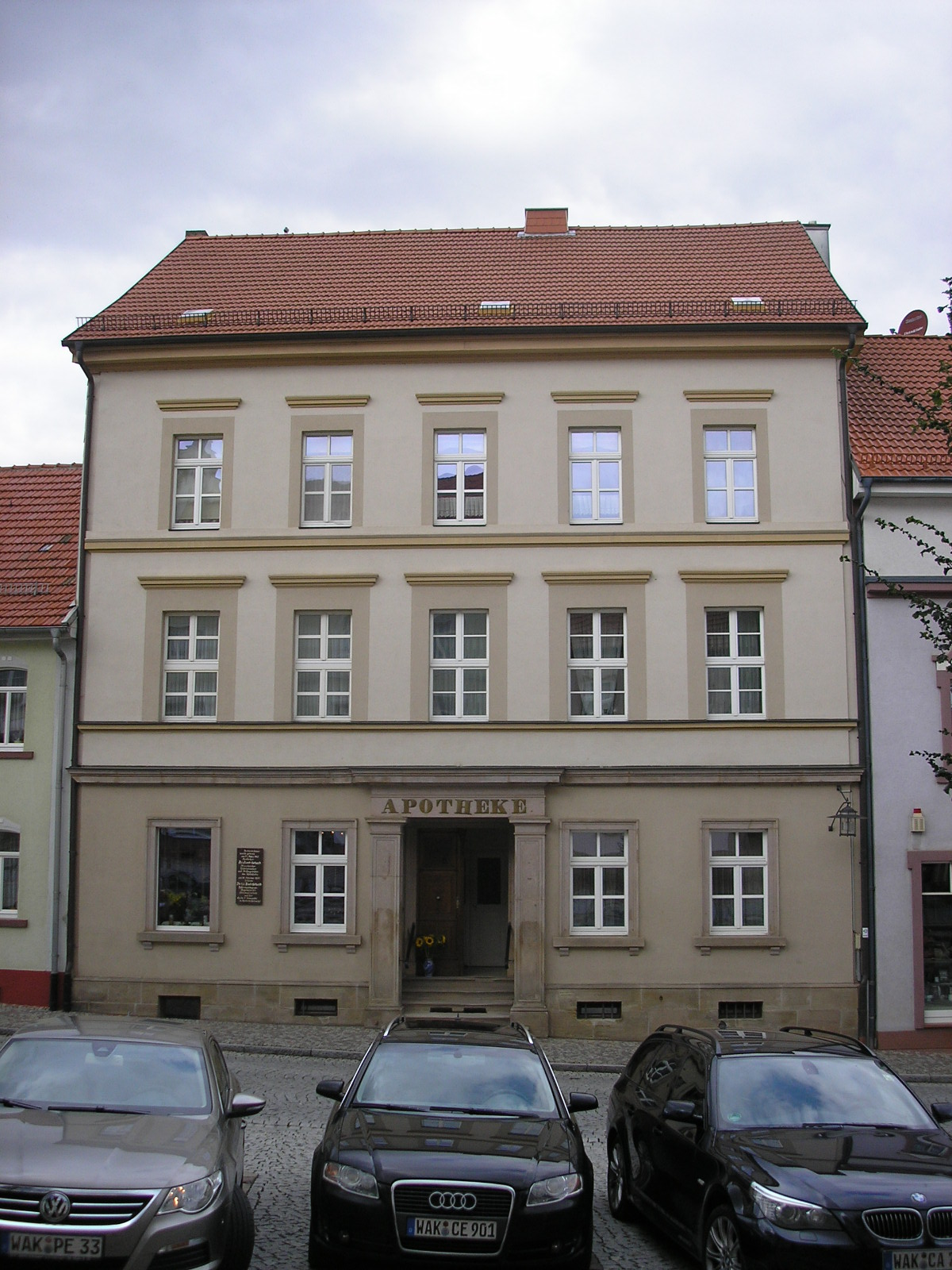
Apotheke Geheeb в Ґайзі

## Вибрані твори
- Die Laubmoose des Cantons Aargau. Mit besonderer Berücksichtigung der geognostischen Verhältnisse und der Phanerogamen-flora , 1864 – Мохи кантону Аарґау .
- Neue Beitrage zur Moosflora von Neu-Guinea, 1889 – Нові внески, що стосуються мохів Нової Гвінеї .
- Weitere Beiträge zur Moosflora von Neu-Guinea, 1898 – Більше дописів про мохи Нової Гвінеї.
- Бріологія атлантична : die Laubmoose der atlantischen Inseln (unter Ausschluss der europäischen und arktischen Gebiete), 1910 – "Bryologia atlantica", мохи з островів Атлантики. [7]